# Sharon (North Dakota)
Sharon is een plaats (city) in de Amerikaanse staat North Dakota, en valt bestuurlijk gezien onder Steele County.

## Demografie
Bij de volkstelling in 2000 werd het aantal inwoners vastgesteld op 109.
In 2006 is het aantal inwoners door het United States Census Bureau geschat op 95, een daling van 14 (-12,8%).

## Geografie
Volgens het United States Census Bureau beslaat de plaats een oppervlakte van
4,0 km², geheel bestaande uit land. Sharon ligt op ongeveer 461 m boven zeeniveau.

## Plaatsen in de nabije omgeving
De onderstaande figuur toont nabijgelegen plaatsen in een straal van 32 km rond Sharon.